# Kazimierz Lipień
Kazimierz Lipień est un lutteur polonais, né le 6 février 1949 et mort le 12 novembre 2005.

## Biographie
Il a grandi à Jaczków, un village situé près de Wałbrzych, en voïvodie de Basse-Silésie. Son frère jumeau Józef, lui aussi médaillé olympique en lutte gréco-romaine à Moscou, est un célèbre catcheur.
Avec Andrzej Wroński et Włodzimierz Zawadzki, Kazimierz Lipień fait partie des meilleurs lutteurs polonais du XXe siècle.

## Palmarès
Dans la catégorie poids plume (57 à 62 kg), en Gréco-romaine: 

### Jeux olympiques
- Montréal 1976 :  1er
- Munich 1972 :  3e
- Moscou 1980 : 6e

### Championnats du monde
- Médaille d'or en 1973, à Téhéran.
- Médaille d'or en 1974, à Katowice.
- Médaille d'argent en 1971, à Sofia.
- Médaille d'argent en 1975, à Minsk.
- Médaille d'argent en 1977, à Getteborg.
- Médaille d'argent en 1978, au Mexique.

### Championnats d'Europe
- Médaille d'or en 1975.
- Médaille d'or en 1978, à Oslo.
- Médaille d'argent en 1973, à Helsinki.
- Médaille de bronze en 1972, à Katowice.
- Médaille de bronze en 1979, à Bucarest.